# Eumerus halictoides
Eumerus halictoides är en tvåvingeart som beskrevs av Enrico Adelelmo Brunetti 1915. Eumerus halictoides ingår i släktet månblomflugor, och familjen blomflugor. Inga underarter finns listade i Catalogue of Life.